# Клицпера, Вацлав Климент
Вацлав Климент Клицпера (чеш. Václav-Klíment Klicpera; 23 ноября 1792[…], Хлумец-над-Цидлиноу[…] — 15 сентября 1859[…], Прага, Земли Чешской короны[…]) — чешский писатель
 и политический деятель.
В 1848 году Клицпера был членом «Народного Выбора» (национального комитета) и активно работал над реформой народного образования; позже был директором гимназии в Праге. Написал не менее 50 комедий и трагедий, сюжеты для которых брал из истории и современной жизни; его считают одним из первых, давших прочное основание чешской сцене. Писал также и исторические повести.

## Литературное творчество
Клицпера считают одним из основателей чешской национальной драматургии. Он написал множество пьес и поэтических произведений, включая комедии, драмы и лирику. Его произведения обычно были написаны на чешском языке и часто имели национальный и патриотический подтекст.
Вацлав Климент Клицпер считается одним из ярких представителей чешской литературы начала XIX века и оставил значительный след в истории чешской культуры и идентичности.

## Памятник
Клицперу установили памятник в Чехии. Также в честь него были названы улицы и другие общественные места